# レイク郡 (テネシー州)
座標: 北緯36度34分 西経89度49分 / 北緯36.567度 西経89.817度
レイク郡（英: Lake County）は、アメリカ合衆国のテネシー州にある郡。郡庁所在地はティプトンビル (Tiptonville)である。
2000年国勢調査の人口は7954人だったが、2005年の推計時には7538人に減少した。

## 地理
国勢調査局の調査では総面積502平方キロ（194平方マイル）で、うち423平方キロ（163平方マイル）が陸地、総面積の15.68%にあたる79平方キロ（30平方マイル）が水域である。
自然公園
- リールフット湖州立公園

国立保護区
- アイソム湖国立野生生物保護区
- リールフット国立野生生物保護区（一部）

## 人口動態
2000年の国勢調査時点で、この郡には7954人、2410世帯、1614家族が暮らしている。人口密度は1平方キロあたり19人で、平方マイルに換算すると49人となる。住居数は2716軒で、1平方キロあたりに平均して6軒（1平方マイルあたりでは17軒）が建っていることになる。白人が66.63%、アフリカ系が31.19%、ネイティブ・アメリカンが0.39%、アジア系が0.14%、その他の人種が0.62%、混血が1.03%、ヒスパニック（ラテン系）が1.37%を占める。

2000年国勢調査の結果をもとに作成した郡の人口ピラミッド

2410世帯のうち28.8%は18歳未満の子供と暮らしており、47.2%は夫婦で生活している。16.3%は未婚の女性が世帯主であり、33.0%は家族以外の住人と同居している。30.0%が独り身世帯で、15.5%を独居老人が占める。1世帯あたりの平均構成人数は2.36人、家庭の構成人数は2.92人である。
住民のうち17.7%が18歳未満の未成年、13.7%が18歳以上24歳以下、33.8%が25歳以上44歳以下、21.5%が45歳以上64歳以下、13.3%が65歳以上となっており、平均年齢は36歳である。女性100人に対し男性が151.0人いる一方、18歳以上の女性100人ごとに対しては163.4人いる。
一世帯あたりの平均収入は2万1995米ドルで、家族ごとでは3万339米ドルである。男性の平均収入は2万5082米ドル、女性の平均収入は1万8700米ドルで、労働者でない人々も含めた住民一人当たりの収入は1万794米ドルとなる。総人口の23.6%、家族の19.9%、18歳未満の子どもの35.1%、および65歳以上の老人の25.1%は貧困線以下の収入で生計を立てている。

## メディア
ラジオ局
- WTNV FM 97.3
- KMIS-AM 1050

新聞
- レイク・カウンティ・バナー (The Lake County Banner)

## 町
- リッジリー (en:Ridgely, Tennessee)
- ティプトンビル (en:Tiptonville, Tennessee)